# Hinialon
Hinialon (Chinialus) je bio vladar plemena Kutrigura od 540-ih do 551. godine.
Prije njega samo četiri imena kutrigurskih vladaras se može naći.
Dvoje od njih su prikazani u različitim izvorima kao vođe Utigura, Grod 520-ih - 528. godine i Mugel 528. – 530-ih). 
Zadnja imena u lancu se poveziva čak s Atilom, a to su kan Kutrigur, vladao 540-ih  - 510-ih , a onda Dengizik (drugi Atilin sin) 453. – 469. godine.
| Prethodnik: | Popis kutrigurskih vladara | Nasljednik: |
| nepoznat    | Popis kutrigurskih vladara | Sinnion     |